# 梅諾卡 (路易斯安那州)
梅諾卡（英語：Minorca）是位於美國路易斯安那州康科迪亞堂區的一個普查規定居民點。

## 人口
根據2020年美國人口普查的數據，梅諾卡的面積為11.74平方千米，當中陸地面積為11.57平方千米，而水域面積為0.17平方千米。當地共有人口2156人，而人口密度為每平方千米183.65人。